# Щегельський Павло Григорович
Павло Григорович Щегельський (*3 липня 1946 року в с. Ошихліби Кіцманського району Чернівецької області) — український письменник, поет, прозаїк, член Національної Спілки письменників України з 1974 р. та Асоціації українських письменників (з 1999 р.).

## Біографія
Батьки — Марія Павлівна та Григорій Ульянович Щегельські працювали в Кисляцькій середній школі Гайсинського району на Вінниччині вчителями.
Закінчив факультет журналістики Київського державного університету імені Т. Г. Шевченка (1972), працював кореспондентом газети «Сільські вісті», референтом та літературним консультантом Спілки письменників України, заступником директора видавництва «Український письменник»,  у редакціях журналів «Сучасність», «Київська старовина» та «Ятрань».

## Творчість
1973 року у видавництві «Радянський письменник» побачила світ перша збірка поезій «Напруга». Згодом виходять друком книжки віршів «Серпневі зорепади», «Озеряни», «Козирна гра», «Гра в дурня», «Понад річкою неглибокою», романи та повісті «Ранні яблука», «Зустрічаємось на Хрещатику», «Двоє», «Притулок для подорожнього», «Діловари», «Летіла птаха», «Полювання на гомо сапіенс»,  «Хата-читальня»  та низка оповідань.

## Нагороди
Лауреат Всесоюзної премії «Золоте перо» (1985) та Всеукраїнської премії «За талант і громадянську мужність» (2003). Нагороджений Грамотою Київської міської адміністрації за високий професіоналізм.
Роман Павла Щегельського «Хата-читальня» удостоєний премії ім. Остапа Вишні.
Твори Павла Щегельського перекладалися білоруською, російською, польською, англійською, німецькою, туркменською, вірменською та іншими мовами.
Павло Щегельський працює також у галузі комп'ютерної графіки як дизайнер та художник-оформлювач книжок. В його доробку десятки оформлених книг.
Поетична збірка Павла Щегельського "Серпневі зорепади"